# Železnica, Grosuplje
Železnica je naselje v Občini Grosuplje.